# Maremola
Il Maremola è un fiume della Liguria che scorre interamente nella provincia di Savona. Dà il nome all'omonima valle.

## Caratteristiche e percorso

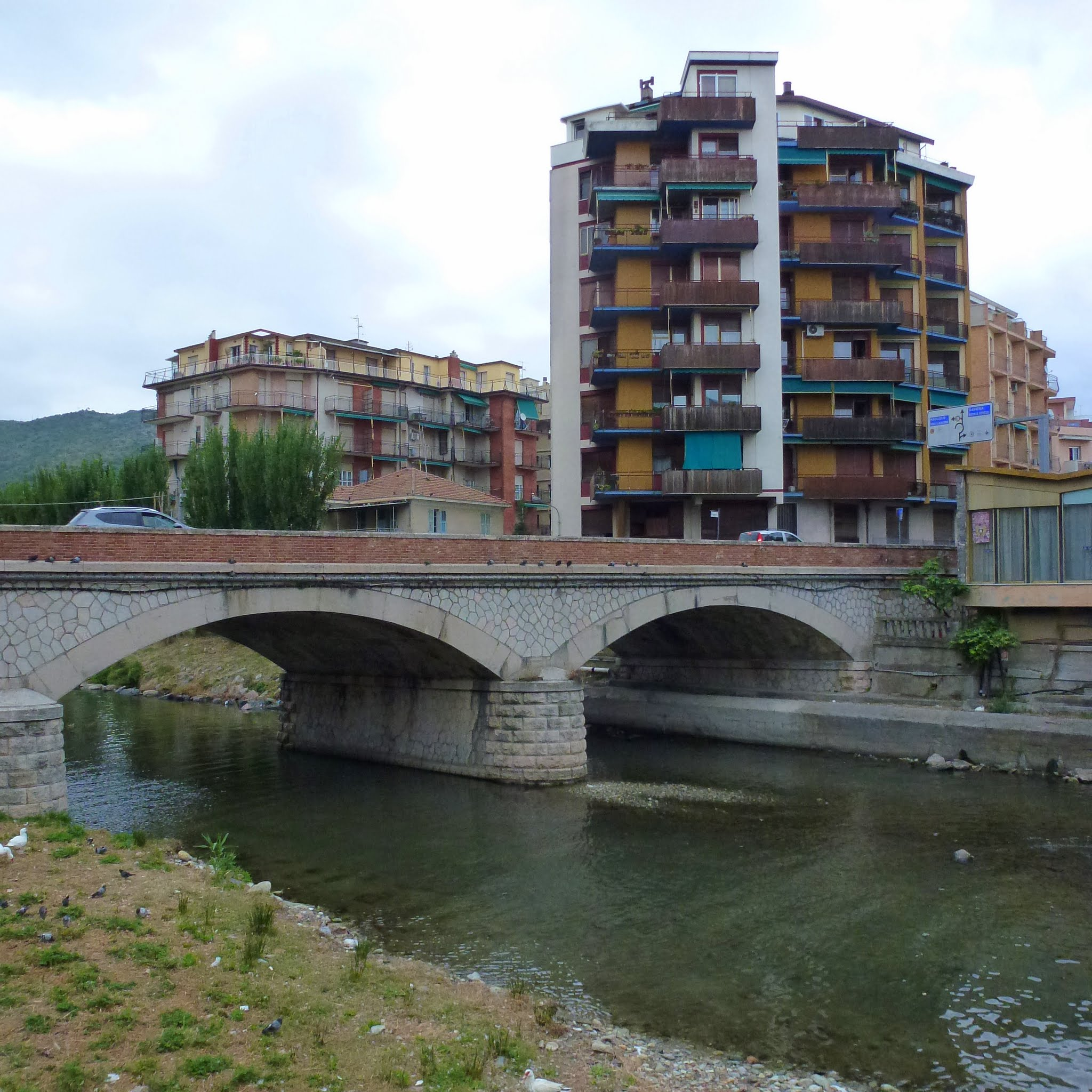
Il Maremola presso la foce a Pietra Ligure

Il torrente possiede un reticolo idrografico di tipo dendritico.
Nasce nel territorio comunale di Magliolo e si sviluppa nel tipico entroterra collinare della regione, toccando poi i centri abitati di Tovo San Giacomo e Pietra Ligure dove sfocia. Secondo la classificazione SOIUSA il valico separa il Gruppo del Monte Settepani dal Gruppo del Monte Carmo..

## Flora e fauna

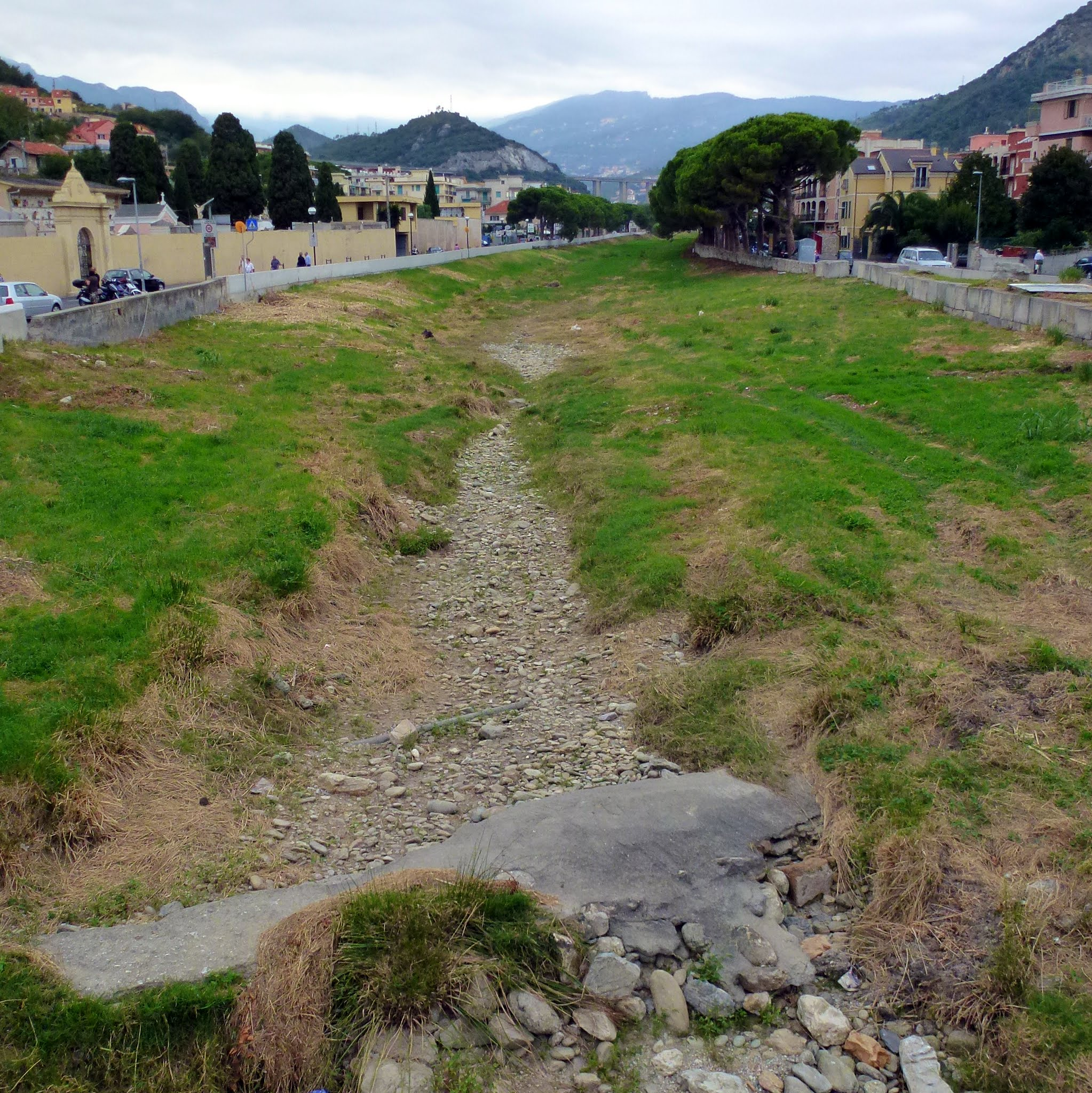
Il Maremola in secca a fine estate non lontano dalla foce

L'attività della pesca sportiva è molto praticata lungo le sponde del torrente fin dai tempi più antichi, dal momento che il fiume ha sempre presentato un ecosistema molto variegato; l'anguilla è un pesce molto comune del corso d'acqua mentre le rive sono abitate da diversi esemplari di lontra europea.